# Shake That!
Shake That! is een nummer van de Duitse muziekgroep Scooter uit 2004. Het is de tweede single van hun tweede studioalbum Mind the Gap.
Het nummer bevat samples uit (Shake, Shake, Shake) Shake Your Booty van KC and the Sunshine Band, en uit After Dark van Tito & Tarantula. "Shake That" kent een iets rustiger, meer naar disco neigend geluid dan andere nummers van Scooter. Het nummer werd in diverse Europese landen een hit, waaronder in thuisland Duitsland met 8e positie. In de Nederlandse Top 40 bereikte het een bescheiden 31e positie, en in de Vlaamse Ultratop 50 een 41e positie.